# 제이스 W. 사이어
제임스 W. 사이어(James W. Sire, 1933년 10월 17일 ~ 2018년 2월 6일)는 20세기 기독교 세계관의 아버지이다. 미국 네브라스카 샌드 힐스 (Nebraska Sandhills) 목장에서 태어나서, 군대의 사무관으로 근무하였고, 영문학, 철학, 그리고 신학 교수를 했으며 InterVarsity Press에서 근무했다. 미국, 캐나다, 동유럽과 서유럽 및 아시아의 200 개가 넘는 대학의 강사, 문학, 철학 및 기독교 신앙에 관한 20 권의 저서를 발표했다. 그의 책 The Universe Next Door는 1976년에 출판되었으며 현재 5 판으로 35 만권 이상을 판매했으며 19 개 외국어로 번역되었다. 네브라스카 대학교를 졸업하고 워싱턴 주립대학교에서 석사를 미주리 대학에서 영문학으로 박사 학위를 받은 후, 미국 IVP 편집장으로 일하며 프랜시스 쉐퍼의 주요 책들을 편집·출판함으로써 영미 복음주의 운동의 확산을 주도해 왔다. 그는 IVP 편집 자문으로 지성을 통해 복음을 변증하는 사상가이자 포스트모더니즘을 비롯한 세계관 ·문화 전문 강사로 자리매김 하며, 미국과 유럽을 포함한 전 세계의 캠퍼스를 오가며 강의와 세미나를 통해 기독교 세계관 운동을 활발히 펼쳤다.

## 책
- Rim of the Sandhills (eBook on Kindle, 2012) ISBN 978-0-9858929-0-6 Memoir beginning with the author's growing up on a ranch in Nebraska and tracing his education, career as editor and international lecturer/apologist for the Christian faith.
- Deepest Differences (IVP 2009), with Carl Peraino. ISBN 978-0-8308-3358-0.
- The Universe Next Door ISBN 978-0-8308-2780-0. Over 350,000 in print[1] now in its fifth edition and translated into 20 languages.
- Scripture Twisting (IVP, 1980)
- Discipleship of the Mind, (IVP, 1990) "How do we love God with all our minds? A serious look at the academic enterprise from a Christian perspective. Very helpful and thought-provoking"[2]
- Chris Chrisman Goes to College (IVP, 1993)
- Why Should Anyone Believe Anything at All? (IVP, 1994)
- Habits of the Mind: Intellectual Life as a Christian (IVP, 2001)
- Naming the Elephant: Worldview as a Concept (IVP, 2004)
- Learning to Pray Through the Psalms(IVP, 2005)
- Why Good Arguments Often Fail (IVP, 2006)
- Václav Havel (IVP, 2001)(a biography of the Czech Republic's former philosopher-president)
- Praying the Psalms of Jesus (IVP, 2007)
- A Little Primer on Humble Apologetics (IVP, 2006)